# Alexandr Kantor
Alexandr Kantor (14. února 1871 Beroun – 6. září 1929 Ostrava) byl český divadelní herec, režisér a dramatik.

## Život
Pocházel z rodiny venkovského herce Antonína Kantora, jeho matka Marie byla dcerou německého divadelního ředitele Josefa Kullase. V období 1887–1919 byl hercem a režisérem v mnoha kočovných divadelních společnostech (mj. Josef Faltys, Vilém Karel Jelínek, František Pokorný, Karel Postl, Josef Mušek, Josef Štekr, Anna Konětopská-Havlíčková). V roce 1919 jej v době jeho angažmá u společnosti A. J. Frýdy získal ředitel nově založeného Národního divadla moravsko-slezského Václav Jiřikovský jako herce a režiséra ostravské činohry (externě též člen operetního souboru), kde působil až do svého skonu (1929).
Patřil k představitelům realistického herectví, jeho doménou byly komické typy a venkovské postavy českého i světového divadelního repertoáru. Značnou popularitu získal zejména jako komik, současníky byl nazýván „venkovským Mošnou“, kterého jim připomínal svou postavou, vzhledem, temperamentem a pohybovými dispozicemi. Své herecké zkušenosti uplatňoval také v režisérské činnosti, zvláště při inscenování lidových veseloher a frašek. Napsal několik pohádkových divadelních her, na jejichž realizaci se herecky i režijně podílel.
Na počátku roku 1929 onemocněl rakovinou, 6. září téhož roku ve věku osmapadesáti let zesnul. Jeho oblibu u diváků potvrdil průběh posledního rozloučení (9. 9. 1929), které se proměnilo ve velkou lidovou manifestaci.
| „                                                                           | Jako vyzrálý a všestranně připravený herec se stal nejen seniorem, ale i oporou ostravské činohry. | “ |
| — Biografický slovník Slezska a severní Moravy 3, Ostravská univerzita 1995 | |   |

## Divadelní hry
- Paleček a Zlatovláska (1920)
- Sirotek v Radhošti (1920)
- Čarovný závoj (1921)
- Honba na muže, aneb Všecky myšky za sebou (1922)
- Paleček na cestách (1928)
- Letem světem pro pohádky dětem (1928)

## Divadelní role v NDMS, výběr
- 1919 F. X. Svoboda: Poslední muž, Kohout, režie František Uhlíř (v dalším nastudování ve vlastní režii z roku 1924 vystupoval ve stejné roli)
- 1919 V. K. Klicpera: Divotvorný klobouk, Zvonek, režie Václav Jiřikovský
- 1919 Alfred de Musset: Se srdcem divno hrát, Blazio, režie Václav Jiřikovský
- 1920 F. Sokol-Tůma: Na šachtě, Domikát, režie Karel Černý
- 1920 A. Jirásek: Gero, Wulfhari, režie Karel Černý
- 1920 K. Čapek: Loupežník, Šefl, režie Karel Černý (ve stejné roli v dalším nastudování F. Paula z roku 1928)
- 1921 Plautus: Taškář, Sim, režie Václav Jiřikovský
- 1921 F. Sokol-Tůma: Gorali, Koždoň, režie Alexandr Kantor
- 1922 F. F. Šamberk: Jedenácté přikázání, Bartoloměj Pecka, režie Alexandr Kantor
- 1923 F. Sokol-Tůma: V záři milionů, Schmierglanz, režie Alexandr Kantor
- 1924 F. A. Schubert: Žně, Lebduška, režie Jiří Myron
- 1924 L. Stroupežnický: Naši furianti, Habršperk, režie Gustav Hilmar
- 1927 A. Jirásek: Lucerna, Klásek, režie Antonín Rýdl
- 1927 Molière: Lakomec, Harpagon, režie Alexandr Kantor
- 1929 G. Hauptmann: Bobří kožich, Krüger, režie František Paul

## Divadelní režie v NDMS, výběr
- 1919 G. B. Shaw: Pygmalion
- 1919 L. Stroupežnický: Na valdštejnské šachtě
- 1919 J. J. Kolár: Pražský žid
- 1919 F. Sokol-Tůma: Staříček Holuša
- 1919 František Václav Krejčí: Povodeň
- 1920 F. F. Šamberk: Kulatý svět
- 1920 J. Vrchlický: Noc na Karlštejně
- 1920 J. K. Tyl: Jan Hus
- 1920 J. N. Štěpánek: Čech a Němec
- 1921 Josef Štolba: Zločin v horské boudě
- 1922 V. Hugo: Marie Tudorovna
- 1922 J. M. Synge: Rek západu
- 1922 J. K. Tyl: Děvče z předměstí
- 1922 Pierre de Beaumarchais: Figarova svatba
- 1922 J. Vrchlický: Rabínská moudrost
- 1923 H. Ibsen: Nepřítel lidu
- 1923 Josef Štolba: Na letním bytě
- 1923 Dario Niccodemi: Malá Scampolo
- 1924 V. K. Klicpera: Hadrián z Římsů
- 1924 F. Schiller: Loupežníci
- 1924 J. K. Tyl: Jiříkovo vidění
- 1924 Eduard Marhula, Alexandr Kantor (libreto): Děvčátko z hájovny
- 1925 Simeon Karel Macháček: Ženichové
- 1925 Anna Zieglosserová: Cácorka
- 1926 Franz Arnold, Arnošt Bach: Španělská muška
- 1926 J. K. Tyl: Lesní panna
- 1927 Molière: Lakomec